# Buchón jiennense
El Buchón jiennense es una raza de paloma española originaria de la provincia de Jaén, en Andalucía, que alcanzó la categoría oficial de raza con la aprobación de su estándar en el año 1984. La expansión y cultivo llega a tal extremo que en la actualidad existen sociedades dedicadas al Buchón jiennense en muchas provincias españolas como Albacete, Ciudad Real, Madrid, Barcelona, Valencia, Zaragoza, Baleares y Pontevedra por citar algunas, en Tánger y Tetuán ciudades del norte de Marruecos, no siendo raro aficionados incluso en Sudamérica o Miami que adquieren ejemplares para su cría y cultivo.

## Características
Perteneciente al tipo de los buchones, o sea a los que por la selección de muchos años y partiendo del tronco común de la zurita, se ha llegado a un desarrollo casi antinatural del buche, de ahí su nombre generalizado de buchón. Pero sus principales virtudes destacables entre todos los buchones son sus dotes de seducción, su constancia en el vuelo y trabajo para atraer a su palomar a los perdidos, aunque la mayoría de ellos dedican su trabajo a las citadas zuritas.
En términos más sencillos se les mantienen siempre solteros y dedican toda su galantería a buscar novia, cuando la encuentran, se les premia con un tiempo de nupcialidad y se le retira de nuevo la consorte y vuelta a empezar. Esa consorte si tiene propietario se le devuelve a través de su sociedad y si no lo tiene por ser salvaje, se le da otras finalidades. 

## Orígenes
Sus orígenes se remontan a la ubicación árabe en Andalucía, probablemente estos trajeron la raza inicial o base, a partir de ahí fue seleccionada y cultivada hasta llegar a finales del siglo XIX que fue llevada esta raza por emigrantes de la provincia de Jaén a todo el Levante donde la cruzaron con razas autóctonas, cuyos productos seleccionados, ya los llamados valencianos, fueron de nuevo emigrados a la provincia de Jaén, influyendo notablemente sobre todo en su aspecto exterior, pues se consiguió un palomo más bello y morfológicamente más perfecto. La afición al cultivo y cría de esta raza es muy extendida en toda la provincia de Jaén. La selección de los ejemplares se produce por lo general en mérito a sus dotes de vuelo y seducción. Por medio del cruce con otras razas como el gorguero, rafeño, marchenero, etcétera, se consiguió la regeneración de sangre y cualidades, y de la zurita, madre de todas las razas, probablemente adquirió su ribete gris en el ojo, y sus patas moradas, principales características que lo distinguen de las demás razas, así como su ligereza de vuelo.